# Anolis boettgeri
Anolis boettgeri este o specie de șopârle din genul Anolis, familia Polychrotidae, descrisă de Boulenger 1911. Conform Catalogue of Life specia Anolis boettgeri nu are subspecii cunoscute.